# ダドリー・W・モートン
ダドリー・ウォーカー・モートン（Dudley Walker Morton, 1907年7月17日 - 1943年10月11日 ）は、第二次世界大戦前、同戦中のアメリカ海軍軍人、潜水艦艦長。最終階級は中佐。

## 経歴
モートンは1907年7月17日ケンタッキー州オーエンズバロに生まれる。
1930年アナポリスに入学。四角いあごと大きな口が漫画「ムーン・ムーリンズ」(Moon Mullins、フランク・ウィラード作)のキャラクター・マッシュマウス(Mushmouth)に似ていたことから「マッシュマウス」とニックネームをつけられた。このニックネームはモートンが後出世して有名になると、「マッシュ」と縮められて呼ばれるようになった。
第二次世界大戦前に、航空母艦サラトガ(USS Saratoga, CV-3)、重巡洋艦シカゴ(USS Chicago, CA-29)、 潜水母艦カノープス(USS Canopus, AS-9)、 駆逐艦フェアファクス(USS Fairfax, DD-93)、 潜水艦R-5(USS R-5, SS-82)、および S-37(USS S-37, SS-142)において勤務した。

## 第二次世界大戦
モートンは1942年、ガトー級潜水艦ワフー　(USS Wahoo, SS-238)の副長に就任、マービン・G・ケネディ少佐指揮下で二度の哨戒を経験した。10月15日中佐に昇進し、同年12月31日ケネディ少佐の後を引き継いでワフーの艦長に任命された。
モートンはアナポリスの同級生にも慕われた類稀なる潜水艦乗りだった。その真価はワフーの二代目艦長となって遺憾なく発揮された。艦長に昇進したモートンはブリスベンを出発する前、熱烈な訓示を行い乗組員の士気を向上させた。効果は覿面で、その後モートンと部下たちの挙げた戦果は目覚しかった。 1943年1月26日から10月11日の間に確認されるだけでワフーは19隻もの日本艦艇･船舶を撃沈し、撃沈総トン数は55,000トンにも及んだ。その武勲は名誉勲章にも匹敵したが、初任務となった三度目の哨戒任務において輸送船を撃沈した際、漂流する日本人を機銃掃射で殺害した事件の責任を問われる不祥事を起こしている。モートンは日本兵を撃ったと思っていたようであるが、実際にはイギリス軍に属したインド兵の捕虜であった可能性が高い。この事件のため名誉勲章受章が見送られたと、副長リチャード・ヘザーリントン・オカーンは述べている。しかしモートンは民間船の生存者の殺害を指示したとして戦犯に問われ処刑されたドイツの潜水艦艦長ハインツ・ヴィルヘルム・エックと異なり、この事件の責任を問われることはなかった。
三度の困難な哨戒の後に、司令部は日本海に入り込む非常に危険な任務を二回にわたってモートンに与えた。五度目の哨戒はMk14魚雷の欠陥がたたって失敗に終わり、帰投後に兵器局へモートンは猛抗議、結果、新型のMk18魚雷に換装してもらった。
だが1943年10月11日朝、モートンはワフーを指揮して日本海での六度目の哨戒任務を終えて帰還するところを日本海軍の監視網に発見され、脱出を図ったが、結局逃げ切れずワフーは撃沈されモートンは80名の部下とともに戦死した。
モートンは12月に入って行方不明が報告された(同時に、ワフーの喪失も推定された)。 戦後、日本の記録から、ワフーが宗谷海峡を浮上脱出中、宗谷臨時要塞から砲撃されたうえ、零式水上偵察機からの爆撃と、駆潜艇2隻、掃海艇、掃海特務艇2隻による爆雷攻撃を5時間にわたって受けたことが分かった。
1946年1月7日、戦死を宣告されたモートンは海軍十字章を受章した。疲労がモートンの死因となったと示唆された（原因は不明だが、日が昇ってからワフーは宗谷海峡を浮上航行しており、自殺行為に等しい行為だった）。ある者は、「オカーンではなく、彼(モートン)が新造艦に送られるべきであった」と信じている。そうすれば、彼も休息する機会を得られただろうというのがその主張である。 この任務に先立って、オカーンはバラオ級潜水艦タング (USS Tang, SS-306)の艦長に転任していた。アーリントン国立墓地に記念碑が建立されている。
フォレスト・シャーマン級駆逐艦のモートン(USS Morton, DD-948)はモートンの栄誉を称えて命名された。
1960年、戦争中にモートンの上官であった太平洋艦隊潜水艦部隊司令官チャールズ・A・ロックウッド中将は、元ワフーの乗組員のフォレスト・スターリングから著書『ワフーの目覚め』のために序文を書くように頼まれた。文中でロックウッドはモートンのリーダーシップと積極性を大いに讃えた。